# District de Lavaux-Oron
Pour les articles homonymes, voir Lavaux (homonymie) et Oron.
Le district de Lavaux-Oron, dont Bourg-en-Lavaux est le chef-lieu, est l'un des dix districts du canton de Vaud.

## Histoire
Il fait partie des nouveaux districts créés lors de la réorganisation cantonale du 1er janvier 2008. Il est formé de la totalité des communes de l'ancien district de Lavaux, plus celles de l'ancien district d'Oron à l'exception de Carrouge, Corcelles-le-Jorat, Ropraz et Vulliens qui sont rattachés au district de la Broye-Vully et de Peney-le-Jorat rattaché au district du Gros-de-Vaud. Il comprend enfin les communes de Belmont-sur-Lausanne, Paudex et Pully qui ont été retirées du district de Lausanne. Le 1er juillet 2011 les communes de Cully, Épesses, Grandvaux, Riex et Villette fusionnent pour former la commune de Bourg-en-Lavaux.
Le 1er janvier 2012, les communes de Bussigny-sur-Oron, Châtillens, Chesalles-sur-Oron, Écoteaux, Les Tavernes, Les Thioleyres, Oron-le-Châtel, Oron-la-Ville, Palézieux et Vuibroye fusionnent pour former la nouvelle commune d'Oron. Le même jour, la commune des Cullayes a été intégrée à celle de Servion.
Le 1er janvier 2022, les communes d'Essertes et d'Oron fusionnent.

## Préfets
La préfecture du district est administrée par un seul préfet. Le préfet nommé au 3 mars 2016 est Daniel Flotron,.

## Liste des communes
Voici la liste des communes composant le district avec, pour chacune, sa population.
| Nom                     | N° OFS | Population (décembre 2022) | Superficie(km2) | Densité(hab./km2) |
| ----------------------- | ------ | -------------------------- | --------------- | ----------------- |
| Belmont-sur-Lausanne    | 5581   | +003 837,                  | +0002,65        | 1448              |
| Bourg-en-Lavaux         | 5613   | +005 386,                  | +0009,65        | 558               |
| Chexbres                | 5601   | +002 202,                  | +0002,14        | 1029              |
| Forel (Lavaux)          | 5604   | +002 064,                  | +0018,51        | 112               |
| Jorat-Mézières          | 5806   | +003 104,                  | +0011,07        | 280               |
| Lutry                   | 5606   | +010 718,                  | +0008,45        | 1268              |
| Maracon                 | 5790   | +000546,                   | +0004,38        | 125               |
| Montpreveyres           | 5792   | +000661,                   | +0004,1         | 161               |
| Oron                    | 5805   | +006 114,                  | +0026,28        | 233               |
| Paudex                  | 5588   | +001 550,                  | +0000,48        | 3229              |
| Puidoux                 | 5607   | +002 992,                  | +0022,89        | 131               |
| Pully                   | 5590   | +018 984,                  | +0005,85        | 3245              |
| Rivaz                   | 5609   | +000332,                   | +0000,31        | 1071              |
| Saint-Saphorin (Lavaux) | 5610   | +000401,                   | +0000,89        | 451               |
| Savigny                 | 5611   | +003 418,                  | +0016,02        | 213               |
| Servion                 | 5799   | +002 138,                  | +0006,33        | 338               |
| Total                   | Total  | +064 447,                  | +0134,57        | 479               |